# Diamond Harbour
Diamond Harbour è una suddivisione dell'India, classificata come municipality, di 37.238 abitanti, situata nel distretto dei 24 Pargana Sud, nello stato federato del Bengala Occidentale. In base al numero di abitanti la città rientra nella classe III (da 20.000 a 49.999 persone).

## Geografia fisica
La città è situata a 22° 11' 28 N e 88° 11' 26 E al livello del mare.

## Società

### Evoluzione demografica
Al censimento del 2001 la popolazione di Diamond Harbour assommava a 37.238 persone, delle quali 19.137 maschi e 18.101 femmine. I bambini di età inferiore o uguale ai sei anni assommavano a 3.840, dei quali 1.996 maschi e 1.844 femmine. Infine, coloro che erano in grado di saper almeno leggere e scrivere erano 26.790, dei quali 14.712 maschi e 12.078 femmine.